# Auferstanden aus Ruinen
"Auferstanden aus Ruinen" (în română "Ridicați dintre Ruine") a fost între 1949 și 1990 imnul național al Republicii Democrate Germane, cunoscută neoficial și sub denumirea de Germania de Est.

## Istoric

### Introducerea imnului
În 1949, zona sovietică a Germaniei ocupate a devenit un stat socialist, numit Republica Democrată Germană (RDG). Poetul Johannes R. Becher, care a ajuns mai târziu Ministru al Culturii, a scris versurile pentru noul imn. Doi compozitori au propus variante de muzică pentru versurile lui Becher, în final fiind aleasă varianta lui Hanns Eisler.

### Ideologie și utilizare
Imnul reflectă etapele timpurii ale separării germane, în perioada cărora o unificare a zonelor de ocupație era văzută de majoritatea germanilor ca fiind adecvată și firească. În consecință, Becher utilizează în imnul său noțiunile de "unitate" și "patrie" (einig Vaterland - în română patrie unită) pentru a se referi la Germania ca întreg, fără a utiliza foarte evident conotații comuniste. Însă, acest concept nu avea să se conformeze cu un tot mai amenințător context al unui Război rece, mai ales după construirea Zidului Berlinului în 1961 de către guvernul RDG.
Astfel, începând cu 1971, versurile, deși încă oficiale, erau rareori cântate la ceremonii, fiind utilizată exclusiv melodia. Mai mult, în 1973, după admiterea simultană în ONU a Republicii Federale Germane și a RDG, în urma discuțiilor între oficialii celor două state termenul de Germania a fost exclus din Constituția Germaniei de Est - un motiv ce întărea convingerea oficialilor că versurile nu mai trebuie utilizate.
Totuși, nu au fost compuse noi versuri pentru a le înlocui pe cele ale lui Becher, care au continuat să fie utilizate în mod neoficial, mai ales după ce die Wende a avut loc, la sfârșitul lui 1989. Odată ce tendința țărilor către unificare a devenit tot mai evidentă, televiziunea a reluat utilizarea imnului, închizându-și în fiecare seară emisia cu o veselă interpretare simfonică a aranjamentului vocal, acompaniată de imagini pitorești ale principalelor atracții turistice ale RDG.

### După dizolvarea regimului comunist
Auferstanden aus Ruinen a încetat să fie un imn național după unirea RDG și RFG în 1990. "Das Lied der Deutschen", compus în 1841, a redevenit imnul Germaniei unite. Primul-ministru al Germaniei de Est, Lothar de Maizière a propus ca versurile lui Becher să fie adăugate la imnul Germaniei Unite (versurile Auferstanden aus Ruinen potrivindu-se perfect cu melodia Das Lied der Deutschen), dar a fost refuzat de către omologul său din Germania de Vest, cancelarul Helmut Kohl.

## Versuri
| Germană | Traducere literală |
| --- | --- |
| 1. Auferstanden aus Ruinen Und der Zukunft zugewandt, Lass uns dir zum Guten dienen, Deutschland, einig Vaterland. Alte Not gilt es zu zwingen, Und wir zwingen sie vereint, Denn es muss uns doch gelingen, Dass die Sonne schön wie nie Über Deutschland scheint, Über Deutschland scheint.                              | 1. Ridicați dintre ruine Și îndreptați spre viitor, Să te slujim pentru bine, Germanie, patrie unită. Vechile nevoi trebuie învinse Și le vom învinge uniți, Căci trebuie să reușim, Pentru ca Soarele, frumos ca niciodată, Să strălucească peste Germania, Să strălucească peste Germania.                                               |
| 2. Glück und Friede sei beschieden Deutschland, unserm Vaterland. Alle Welt sehnt sich nach Frieden, Reicht den Völkern eure Hand. Wenn wir brüderlich uns einen, Schlagen wir des Volkes Feind. Lasst das Licht des Friedens scheinen, Dass nie eine Mutter mehr Ihren Sohn beweint, Ihren Sohn beweint.                  | 2. Fericire și pace fie hărăzite Germaniei, patriei noastre. Lumea tânjește după pace, Întindeți mâna popoarelor toate. Unindu-ne frățește, Vom înfrânge inamicul poporului. Lumina păcii strălucească, Pentru ca niciodată vreo mamă Să-și mai plângă fiul, Să-și mai plângă fiul.                                                        |
| 3. Lasst uns pflügen, lasst uns bauen, Lernt und schafft wie nie zuvor, Und der eignen Kraft vertrauend, Steigt ein frei Geschlecht empor. Deutsche Jugend, bestes Streben Unsres Volks in dir vereint, Wirst du Deutschlands neues Leben, Und die Sonne schön wie nie Über Deutschland scheint, Über Deutschland scheint. | 3. Să arăm, să construim, Să învățăm și să înfăptuim ca niciodată, Și, încrezători în forțele proprii, Să ridicăm un neam liber. Tineret german, aspirația cea mai înaltă A poporului nostru în tine se regăsește, Vei fi noua viață a Germaniei, Iar Soarele, frumos ca niciodată Va străluci peste Germania, Va străluci peste Germania. |

## Legături externe
- http://david.national-anthems.net/ddr.htm Arhivat în 4 februarie 2007, la Wayback Machine.
- Auferstanden aus Ruinen în format mp3 de pe sovmusic.ru